# Clara Reyersbach
Clara Reyersbach (* 27. Dezember 1897 in Oldenburg (Oldenburg); † 18. Januar 1972 in Puerto de la Cruz, Teneriffa) war eine deutsch-britische Journalistin und von 1948 bis 1972 Leiterin der Londoner Redaktion des Hamburger Abendblattes.:283

## Leben und Werk
Über den Ausbildungsweg der Jüdin Clara Reyersbach ist nur wenig überliefert. 1921 begann sie als Redakteurin der Oldenburger Landeszeitung ihre journalistische Laufbahn. Es folgten Stationen in Kiel und Braunschweig, bevor sie im Februar 1927 in die Redaktion des Hamburger Fremdenblattes wechselte, wo sie nicht zuletzt zu den Bereichen Frauen, Film und Mode schrieb. Im Jahr 1931 war sie dann an der Seite von Magdalene Schoch Mitgründerin des Hamburger Zonta-Clubs, dessen erstem Vorstand sie auch angehörte. Nach der Machtübernahme durch die Nationalsozialisten wurde ihre Tätigkeit stark eingeschränkt. Als Journalistin sollte sie öffentlich nicht mehr präsent sein.:283 Sie konnte jedoch zunächst ihrem Beruf weiter nachgehen, wobei ihr wohl die Tatsache half, dass der Geschäftsführer des Landesverbandes Hamburg der Deutschen Presse herausfand, dass ihr Vater sich Verdienste während des Deutsch-Französischen Krieges von 1870/71 erworben hatte.:156 Mitte des Jahres 1936:283 wurde sie als Nichtarierin dennoch entlassen, nachdem einem leitenden Verlagsmitarbeiter zugetragen worden war, dass Beamte der Gestapo sich nach einem möglichen Beschäftigungsverhältnis der „Jüdin Reyersbach“ erkundigt hätten – was sich letztlich als Fehlinformation erwies. Sie betätigte sich danach als freie Journalistin und Gelegenheitsarbeiterin, konnte aber auch die Vertretung der englischen Nachrichtenagentur Reuters übernehmen. Zu einer ersten Vernehmung durch die Gestapo kam es erst 1939. Nach der Durchsuchung ihrer Wohnung entschloss sie sich zur Emigration. Kurz vor ihrer Ausreise nach England am 15. Mai 1939 erhielt sie die Nachricht vom Tod ihres Stiefbruders in einem Konzentrationslager.:156
In London eingetroffen, wo sie bis zu ihrem Tod wohnen blieb, arbeitete Clara Reyersbach zunächst als Hausangestellte, Sekretärin und Übersetzerin. Angeworben von Sefton Delmer, wirkte sie zudem als Deutsch sprechende Rundfunksprecherin beim von ihm betriebenen Sender Astrologie und Okkultismus mit, einem Tarnsender, der durch düstere sterndeuterische Prognosen der deutschen Wehrmacht den Untergang prophezeite. Mit Kriegsende folgte auch eine längere Zeit der Arbeitslosigkeit, bevor sie 1948 die Leitung der Londoner Redaktion des Hamburger Abendblattes übernahm, die sie bis zu ihrem Tod innehatte.:283 Als Korrespondentin deckte sie ein breites Themenspektrum ab. Beginnend mit ihrem ersten Artikel am 14. Oktober 1948 „Keine Einigung in der Demontagefrage“ bis zu dem zuletzt und erst nach ihrem Tod, am 26. Januar 1972, erschienenen: „Erfolge am laufenden Band“ zum Schriftsteller David Storey.:284

„Worüber sie auch schreiben, sehen Sie hinter jedem Thema die Menschen!.“

Clara Reyersbach, die im Oktober 1947 die britische Staatsbürgerschaft angenommen hatte, kehrte wiederholt nach Hamburg zurück. So unter anderem 1963 als Teilnehmerin der dort stattfindenden Intereuropäischen Zonta-District-Konferenz und zuletzt im Jahr 1971.:157 Sie starb an einem Herzinfarkt während eines Ferienaufenthalts auf der Insel Teneriffa, die sie während mehrerer Besuche lieb gewonnen hatte. Dort wurde sie auch in Puerto de la Cruz bestattet.:158

„Sie hat den Lesern über mehr als 23 Jahre England und die Engländer nähergebracht. Sie hat durch ihre Arbeit mitgeholfen, hüben wie drüben Schranken des Mißtrauens abzubauen.“